# Ör
Ör är en, av i synnerhet allmogen, använd benämning för grovt, stenigt grus. Enligt Nordisk familjebok (1922) definieras ör såsom grus, hos vilket bergartsfragmenten har dimensionerna 7–20 mm. Betydelsen kan även vara en formation därav, grusbank, eller annars namn på revel, holme.
Ordet ör eller öre ingår i en mängd svenska och danska ortnamn. På isländska kan eyri både börja ett ortnamn, som till exempel Eyrarbakki, och avsluta ett ortnamn, som till exempel Þingeyri. I Norge slutar en del ortnamn på -øyri, till exempel Lærdalsøyri.

## Etymologi
I det svenska ordet ör kan vokalen ö dels komma från diftongen au eller, genom i-omljud, ha blivit øy (fornvästnordiska ey). Både au och øy har sammanfallit till ö i svenska och danska. I fornvästnordiskan skiljer man däremot på aurr (isländska aur) 'grus, stenblandad sand' och eyrr (isländska eyri) 'sand- och grusbank'.

## Orter och platser däröringår i namnet

### Finland
Sammanlagt omfattar -ör omkring 3 300 ortsnamn i Finlands kustskärgårdar, de flesta av dem vid Skiftet, Kvarken och den nyländska kusten.
Kända örar:
- Björkör, ett enstaka utskärshemman i Föglö, Åland[4]

Namn på stora skärgrupper i Österbotten är:
- Lappörarna
- Mickelsörarna
- Valsörarna Mest frekventa namnen:[4]

- Långören, över 100 fall
- Gräsören
- Gåsören
- Notören, speciellt i Skärgårdshavet
- Tistronören, speciellt i Skärgårdshavet
- Törnesören (havtorn), speciellt i norra Åland och Österbotten

- Skarvör och Skarvörarna, öar i Finland

### Sverige
- Öresund
- Örsholmen, stadsdel i Karlstad
- Örs församling, Karlstads stift
- Örs socken, Dalsland
- Örs socken, Småland
  - Ör-Ormesberga församling, Växjö stift
  - Ör, Växjö kommun - Kyrkby i Växjö kommun
  - Ör södra - bebyggelse söder om kyrkbyn
- Ör, stadsdel i Sundbybergs kommun i Stockholms län
- Kungsör
- Skanör
- Örebro
- Sparsör
- Öregrund
- Örskär
- Femöre
- Örviken